# Servitude environnementale
Pour les articles homonymes, voir Servitude.

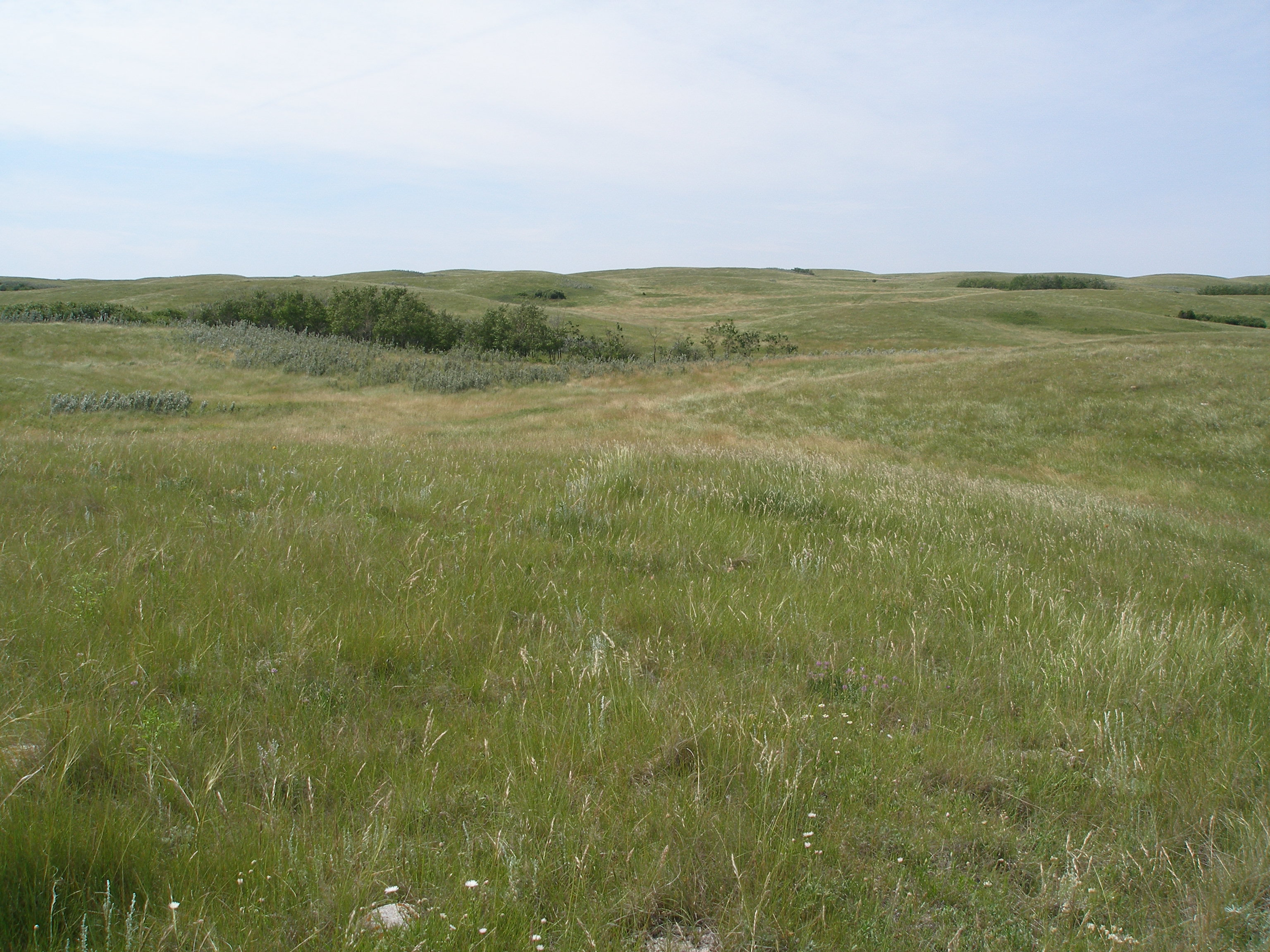
Prairies originelles du coteau du Missouri (Saskatchewan) ; protégées par leur propriétaire au moyen d'une « servitude environnementale », en partenariat avec « Nature Conservancy of Canada » ; Elles abritent des zones humides vitales pour les oiseaux aquatiques

Une servitude environnementale volontaire ou obligation réelle environnementale (en anglais : conservation easement) est, dans le domaine de la conservation de la nature, un concept juridique opérationnel du droit privé, correspondant à un transfert volontaire de la part d'un propriétaire foncier d'une partie de ses droits de propriété, qu'on pourrait en quelque sorte qualifier de mise en servitude volontaire pour des raisons environnementales.
C'est un concept juridique inventé et principalement décliné en Amérique du Nord.
C'est un outil qui peut accompagner une démarche individuelle d'éthique environnementale, ou encore d'agriculture biologique ou d'écosociocertification forestière de type FSC. C'est un outil parfois aussi utilisé comme mesure compensatoire ou conservatoire.
En France, cette idée a été évoquée lors du Grenelle de l'environnement, et reprise par la députée Geneviève Gaillard dans le rapport qu'elle a coordonné en 2011 pour la Commission du développement durable de l'Assemblée nationale, intitulé « Pour une politique audacieuse et intégrée de conservation et de reconquête de la biodiversité ».

## Définitions
La  servitude environnementale est une « auto-servitude » qui s’illustre concrètement par la conclusion (signature et enregistrement légal) d’un acte juridique, durablement contraignant, entre un propriétaire foncier volontaire et un tiers qui peut être une collectivité, un établissement ou une organisation de protection de la nature.  Son objectif, dans tous les cas, est la mise en défend juridique d'un espace physique  en tant que paysage ou habitat naturel contre la construction ou son artificialisation.
Ce principe s'est concrétisé dans les années 1960 aux États-Unis, puis dans plusieurs pays de droit anglosaxon, puis dans certains pays de droit romano-germanique (Suisse par exemple). 
Cet outil est un des outils utilisés - dans les pays où il est légalement possible de le mettre en œuvre - pour protéger des sites naturels et les services écologiques qu'ils rendent ;  que ces sites abritent une haute biodiversité, une ou plusieurs espèces patrimoniales, ou simplement des espèces ordinaires.
C'est souvent le seul ou le meilleur moyen pour un propriétaire (qui souhaite le rester) de soustraire tout ou partie des parcelles qu'il possède à la convoitise ou à la spéculation agricole ou immobilière.
Dans le domaine de l'agriculture, cela permet par exemple d'éviter le retournement d'une prairie permanente, ou la destruction d'une haie bocagère, de coteaux calcaires, le drainage de zones humides pâturées, etc. ou de se prémunir des effets de la périurbanisation, du développement de projets immobiliers, ou de la conversion du sol ou sous-sol à des fins commerciales ou industrielles, ou de toutes activités menaçant l'intégrité ou les fonctions éco-paysagères du site.
La servitude environnementale permet, aux échelles locales ou globales (quand l'outil est largement utilisé comme aux États-Unis), à des propriétaires de s'assurer que leurs terres, leur région et leur pays conservera un degré de naturalité et de qualité éco-paysagère qu'ils ont apprécié durant leur vie et qu'ils souhaitent léguer aux générations futures, tout en capitalisant sur certains des usages et valeurs associés à ces terres. Aux États-Unis, en 2008, des programmes étaient actifs dans 23 États qui "achètent" aux agriculteurs leurs droits à construire ou aménager le sol, de manière à le protéger pour le futur.
Une autre forme de servitude environnementale est un accord engageant un propriétaire (privé ou public) à protéger un patrimoine naturel (une forêt tropicale, récif corallien, lagune par exemple) en échange du remboursement ou de l'effacement d'une dette supportée par ce propriétaire (privé, ou collectivité ou pays).  C'est une des formes possibles de coopération décentralisée et transfrontalière entre pays riches et endettés, qui s'est notamment développée à la suite du Sommet de la Terre 1992 de Rio (juin 1992), face à l'incapacité des États à s'accorder sur une convention mondiale pour la protection des forêts (elle s'était à Rio transformée en « Déclaration »), et face au constat du recul des forêts primaires et anciennes et de l'érosion accélérée de leur biodiversité.
Aux États-Unis, ce type de servitude fait partie de ce que le droit américain nomme encumbrance ; notion désignant dans le droit anglo-saxon  tout ce qui peut affecter ou limiter (dans le présent, ou potentiellement dans le futur) un  titre de propriété (exemple : hypothèques, baux, servitudes, commodités, privilèges, ou tout type de restriction associée au titre de propriété).
En France, un propriétaire peut demander que son terrain soit classé en réserve naturelle volontaire (devenue « réserve naturelle régionale »), s'il y a accord de la collectivité régionale, mais outre qu'il doit justifier de la présence d'espèces ou d'habitats patrimoniaux, ce contrat est généralement tacitement reconductible tous les cinq ans et n'a pas le même poids juridique ni surtout la même stabilité dans le temps que le conservation easement inventé par le droit anglo-saxon.
La loi no 2016-1087 du 8 août 2016 pour la reconquête de la biodiversité, de la nature et des paysages, prévoit que les propriétaires ayant conclu un contrat d'obligation réelle environnementale (ORE) puissent être exonérés de la taxe foncière sur les propriétés non bâties.

## Principes
- L'acte est volontaire (on parle d'auto-servitude) ; il est mis en œuvre par des propriétaires le souhaitant  (soit spontanément, soit en réponse à un appel à projets ou une offre de financement), mais il ne s'agit en aucun cas d'un don ou d'une vente de sol : le propriétaire foncier (privé ou public) et ses ayants droit conservent tout leur droit de propriété foncière. L'acte adjoint cependant au sol des clauses restrictives (c'est le principe de la servitude) qui devront être respectées et perpétuées par ses ayants droit ou les futurs éventuels acheteurs du site.  En effet, le principe qui fonde l'intérêt de cette servitude environnementale est celui de la servitude perpétuelle : Les restrictions mentionnées dans la servitude sont en effet officiellement enregistrées ; dans un document juridique opposable aux tiers, enregistré et associé au sol (dans l’équivalent du cadastre légal français). Ces restrictions alors légalement reconnues restent définitivement  “liées au sol” ( "run with the land"); liant tout futur propriétaire des parcelles qui y sont soumises.
- Le propriétaire se prive lui-même de la possibilité de certaines plus-values futures liées à la vente de son terrain (par exemple parce qu'il est devenu constructible ou qu'il peut par exemple légalement être mis en culture s'il s'agit d'une forêt). La collectivité et/ou un organisme de protection de l'environnement peut dans certains cas lui proposer un dédommagement financier ou des avantages fiscaux. L’évaluation de la valeur de la servitude, ainsi que les arrangements financiers ou autres qui peuvent avoir lieu entre les parties (accords de renaturation, gestion de haies, ou de milieux naturels par fauche ou pâturage par exemple...) restent généralement du domaine privés et du droit privé.

## Objectifs et intérêts
L'objectif premier d'une servitude environnementale est de protéger le sol et la biodiversité qu'il supporte de certaines formes de développement ou d’utilisation non souhaitées par le propriétaire et/ou les personnes physiques ou morales avec lesquelles il prépare l'accord.
Dans les faits, les terres protégées par une telle servitude seront souvent :
- des sols agricoles,
- des forêts (dont forêts primaires ou anciennes) ou des territoires utilisés pour une production ligneuse sylvicole et forestière plus ou moins extensive, ou des sols que l'on souhaite préserver pour une reforestation ou des opérations de renaturation (les concepts de Wildlife et wilderness a conservé une très grande valeur en Amérique du Nord).
- des terrains que l'on souhaite préserver pour des raisons paysagères
- des terrains protégés en tant qu'habitat naturel ou que ressources écopaysagère, pas, peu, lentement, difficilement ou coûteusement renouvelables que sont l'eau, l'air, le sols (humus) pour la faune, la flore, la fonge et le bon fonctionnement de la biosphère.
- des milieux qui peuvent jouer des fonctions biologiques et écologiques essentielles (Mangroves) ou des fonctions de puits de carbone (tourbières...)

La protection se traduit essentiellement par la séparation entre le droit de subdiviser la ou les parcelle(s), et d'y mettre en œuvre certains aménagements, et les autres droits de propriété (Le propriétaire qui cède des « droits de développement » conserve son droit de propriété et de gestion). Les groupes de travail du Grenelle de l'Environnement avaient évoqué la possibilité d'intégrer ce principe dans le droit français via la Loi Grenelle I ou Grenelle II, mais cette proposition n'a pas fait l'objet du consensus recherché par le Grenelle.

## Engagement moral et éthique
Une dimension socio-culturelle et socio-psychologique importante est que le propriétaire contribue lui-même, et de manière proactive au bien public en préservant certaines valeurs associées à son sol, pour les générations futures et l'intérêt général.
En acceptant ou choisissant d'associer cette servitude à son terrain, ce même propriétaire prend la responsabilité de surveiller les utilisations futures de sa terre et de s’assurer de la bonne application des termes de l’accord, voire - en cas de violation de ceux-ci - d’avoir recours aux tribunaux.
C'est un outil qui de ce point de vue relève du champ de l'éthique environnementale.

## Histoire et origine du concept
Si les servitudes existent depuis des temps immémoriaux, l'origine juridiquement formalisée de ce type servitude à vocation explicitement environnementale, est récente ;  comme l'est d'ailleurs la presque totalité du droit de l'environnement. 
- La servitude environnementale, volontairement proposée par un propriétaire, semble être apparue aux États-Unis en 1961 avec un premier accord partenarial signé entre une ONG de protection de la nature (The Nature Conservancy), une agence publique à vocation de conservation de la nature (« The Bureau of Land Management »[5])  et un propriétaire forestier, pour aider à la protection et cogestion d'une importante forêt ancienne considérée comme patrimoniale en Californie ;
- L'association « Nature Conservancy » a ensuite reçu sa première « donation » d'une servitude environnementale pour une surface de 24 000 m2) dans le Connecticut ; il s'agissait d'un marais saumâtre (le Bantam River salt marsh).  Ce nouveau type de servitude a permis aux propriétaires fonciers de conserver leur propriété (forêt, zones humides, écosystèmes de montagne, etc.) et la  valeur écologique réelle ou potentielle, tout en donnant (à l'association partenaire dans ce cas) le droit et la possibilité d'y appliquer des restrictions sur certains types d'activités ou aménagements susceptibles de mettre le milieu et/ou les espèces y vivant en péril.
- L'association "The Nature Conservancy" est restée pionnière dans ce domaine et a lancé de nouvelles techniques de préservation du foncier d'intérêt écologique, telles que diverses formes de servitudes environnementales volontaires, et systèmes d'échanges de dette contre protection d'un habitat naturel.
- C'est un outil que de grandes associations de propriétaires chasseurs (de gibier d'eau notamment) recommandent aux États-Unis pour protéger leurs zones humides[6],[7] ou pour y préserver la valeur de puits ou stock de carbone des sos, tourbières etc[8].
- Depuis, la servitude environnementale est devenue aux États-Unis l'un des nombreux outils efficaces du "système national de protection et conservation des paysages" (National Landscape Conservation System). Par exemple le nombre de contrats (servitudes environnementales) signés a augmenté de 46 % entre 2003 et 2005 en Pennsylvanie[9].  Mais le concept en a été décliné dans d'autres pays.

## Avantages et limites
- Si vous ne connaissez pas le sujet, laissez ce bandeau (vous pouvez alors contacter les auteurs).
- Si vous supprimez le contenu mis en cause (vous pouvez préalablement contacter les auteurs),

argumentez précisément cette suppression dans la page de discussion
(un manque de référence n'est pas un argument ; une recherche réelle de référence doit avoir été effectuée, être formellement documentée).

### Avantages
- C'est un des rares moyens (avec la mise en réserve naturelle) de durablement garantir une protection ou au moins une gestion plus écologique d’espaces ou de milieux qui, parce qu’ils ne sont pas considérés comme remarquables (ou non classés comme tels) sont exclus des habitats naturels couverts par la législation environnementale classique, qui relève plutôt du droit public et d'une mise en œuvre très lourde.
- Outre que le propriétaire foncier a la satisfaction morale, éthique et écocitoyenne de pouvoir lui-même plus durablement et activement protéger son bien, et les fonctions environnementales qu'il sert. Il peut souvent bénéficier de déduction fiscale ou d'autres encouragements et avantages. Dans certains cas, le propriétaire peut recevoir de l’État ou d'une ou plusieurs collectivité(s) des avantages financiers ou fiscaux pour la vente ou la donation de sa servitude environnementale.
- Ce peut aussi être le moyen pour un agriculteur bio qui a longuement peiné à restaurer un sol riche en humus, de le conserver ainsi que les bandes enherbées, haies et autres zones tampons utiles aux auxiliaires de l'agriculture qu'il a choisie.

### Limites ou questions à considérer
- Tout comme le caractère privé d'une propriété, une servitude environnementale de conservation peut être attaquée et cassée devant un tribunal ou à la suite d'une déclaration d'intérêt public, face à un autre projet qui serait considéré comme d'intérêt général ou public supérieur à ceux servis par la servitude. Ce type de servitude ne pourra donc généralement pas s'imposer à un  projet d'intérêt général d'infrastructure ou d'aménagement du territoire, généralement validé après étude d'impact et enquête publique. Cependant, si dans ce cas la servitude n'a pas protégé le site, les chances sont plus élevées que sa valeur environnementale soit prise en compte dans les barèmes de dédommagement et surtout qu'elle soit prise en compte dans le calcul des mesures compensatoires, conservatoires ou restauratoires prises pour compenser ou limiter les dégâts environnementaux.
- Les servitudes conduisent finalement à une atténuation significative du prix de vente de la terre concernée par la servitude, en raison du fait qu'on ne peut plus y construire. De fait, c'est précisément cette différence de valeur marchande qui est à l'origine et à la base d'octroi de déductions fiscales ou de compensations financières. Cette baisse des prix est intéressante car permettant potentiellement de lutter contre la spéculation agricole foncière, qui condamne souvent les jeunes agriculteurs ou des agriculteurs voulant s'installer à s'endetter pour acheter des terres à des prix très élevés.
Certains terrains (constructibles) périphériques à des zones bien conservées peuvent gagner en valeur (cf "consentement à payer" pour habiter ou travailler face à un beau paysage dont on sait qu'il sera préservé, ou face à une zone dont on sait qu'elle sera intensivement cultivée ou pâturée, ou cultivée selon les principes de l'agriculture biologique, etc. )
- Ce que certains peuvent considérer comme une limite est que bien qu’elle interdise définitivement certains usages du sol pour le protéger, ce type de servitude ne permet pas à un bien privé de devenir un bien public, sauf plus tard, si le terrain est acheté par une collectivité et que cette dernière l'intègre dans un domaine public (en le versant au patrimoine d'un parc naturel, d'une réserve naturelle, d'un conservatoire par exemple).
- La plupart des servitudes de ce type ne confèrent pas de droit supplémentaire au détenteur de la servitude, ni au public autorisé qui fréquenterait le site.
- Cet outil n'est pas adapté aux 70 % de la planète qui sont le milieu marin ou sous-marin où la notion de propriété est généralement remplacée par celle de concession.
- Enfin, dans les pays ou régions où la valeur du sol est élevée, et où le foncier constructible est souvent considéré comme un capital pour la retraite ou les enfants, de nombreux propriétaires hésitent à utiliser cet outil.

## Aspects fiscaux
Dans les pays ayant développé une fiscalité environnementale, sur certains territoires ou dans certains contextes (réseau écologique, plans de protection de la nature ou du paysage, parcs naturels, etc), le droit anglo-saxon et des pays favorisant ce type de servitude permet généralement au propriétaire foncier d’une « servitude environnementale » d'être éligible à une déduction fiscale.
Aux États-Unis, tout propriétaire foncier faisant don d'une "qualification" de servitude environnementale à une " organisation de protection de la nature" reconnue en vertu de la réglementation énoncée dans le Code des impôts (Internal Revenue Code) peut ainsi être admissible à une déduction de l'impôt fédéral sur le revenu égale à la valeur de sa donation. 
Cette valeur est déterminée par un expert qualifié (homologué) ; Elle correspond à la différence entre la valeur de la propriété avant et après la mise en place de la servitude. Pour obtenir cette déduction fiscale, la servitude doit être: 
1. ) perpétuelle;
2. ) détenue par un gouvernement ou une organisation à but non lucratif et,
3. ) servir un but de conservation, ce qui signifie que la propriété doit présenter tout ou partie des valeurs suivantes : patrimoine naturel, paysager, historique, intérêt scientifique et récréationnel...

À la suite d'une nouvelle législation votée durant la présidence de George W. Bush le 17 août 2006, les propriétaires accordant une servitude environnementale à une ONG environnementale peuvent déduire une somme correspondant à la valeur de leur don, de 50 % du montant annuel de l'impôt (« adjusted gross income » ou « AGI »). De plus les propriétaires dont 50 % ou plus de leurs revenus proviennent de l’agriculture peuvent se voir déduire 100 % de leur AGI
Tout ou partie de la valeur de la donation, si elle n'a pas été déduite des impôts la première année peut l'être durant les 15 années qui suivent (ce qui permet d'utiliser le droit de déduction sur une durée maximale de 16 ans), ou durant cette période jusqu'à ce que le montant total déductible ait été atteint. 
L'adoption d'une nouvelle loi sur l'agriculture (Farm Bill ; été 2008) a élargi ces incitations fiscales de manière qu'elles s'appliquent également à toutes les servitudes de conservation réalisées par des agriculteurs en 2008 et 2009.
Aux États-Unis toujours ; s'il y a accord du propriétaire, le terrain peut alors devenir un « Easement refuge » et faire partie d'un réseau national ou fédéral de zones-refuges pour la faune sauvage (« National Wildlife Refuge » ; réseaux de plus de 500 aires protégées  gérées par le United States Fish and Wildlife Service et vouées à la protection des habitats naturels, de leur faune et de leur flore). Le terrain bénéficie alors d'une garderie et des mêmes critères que les aires protégées surveillées par l'United States Fish and Wildlife Service. La chasse et la pêche restent possibles dans ces zones sauf décision contraire du propriétaire ou du plan de gestion établi avec le propriétaire. Ces aires sont reconnues de catégorie IV par la Commission mondiale des aires protégées de l'UICN.
Quelques États américains offrent des crédits d'impôt sur le revenu à ceux qui décident ou acceptent de doter leur patrimoine foncier de servitudes de conservation. Et au Nouveau-Mexique, dans le Colorado, en Caroline du Sud et en Virginie, ces crédits d'impôts sont transférables. Dans ces cas, un propriétaire foncier (éleveur, agriculteur ou propriétaire forestier par exemple) qui a asservi son terrain à une servitude environnementale dont la valeur dépasse les impôts sur le revenu que le propriétaire pourrait payer, peut transférer (vendre) toute portion inutilisée de son crédit d'impôt à un autre contribuable. 

Ceci peut aider des propriétaires riches en terre, mais pauvres en argent (ceux qui autrement devraient vendre une partie de leurs terres pour payer leurs impôts) à continuer à développement la valeur qualitative de leur patrimoine foncier, sans augmenter quantitativement ce patrimoine, tout en en protégeant la valeur écologique pour les générations futures.
Au Nouveau-Mexique, le crédit d'impôt effectif depuis le 1er janvier 2008, s'applique rétroactivement aux servitudes de conservation effectuées depuis le 1er janvier, 2004.
Pour les propriétaires qui laisseront des successions importantes à leur décès, et pour leurs ayants droit, l'impact financier le plus important et intéressant d'une servitude environnementale est une réduction significative de l'impôt sur les successions. 

L'impôt sur les successions, s'il est considéré comme l'un des plus "égalitaires" dans une démocratie a - quand il s'applique au foncier - pour inconvénient ou effet pervers qu'il est difficile au fur et à mesure qu'un patrimoine se transmet d'une génération à l'autre de le conserver intact ; soit en raison d'une valeur imposable élevée, soit en raison de l'augmentation de la valeur de la terre (parce que valorisée par le propriétaire, ou par exemple parce que soumis à une demande croissante comme par avec les terrains de bords de mer, ou inclus dans le phénomène de périurbanisation dans de nombreux pays). De nombreux terrains de grande valeur écologique sont ainsi sont parcellisés ou vendus en parcelles constructibles, chassables ou cultivables pour que leur nouveau propriétaire puisse immédiatement payer les taxes ou impôts prévus par la loi du pays. La fragmentation et dispersion du patrimoine, ou le changement d'affectation peut ne pas correspondre à la volonté du propriétaire ou d'ailleurs de ses héritiers. Dans ces cas, une servitude environnementale peut souvent fournir une aide importante via trois effets importants:
1. )  Réduction du coût de la succession. La succession du défunt sera réduite de la valeur des "dons de servitude de conservation" ;  Les impôts seront plus bas parce que les héritiers n'auront plus à payer d'impôts sur certains droits et potentiels de valorisation ainsi éteints. En d'autres termes, les héritiers n'auront qu'à payer l'impôt sur la valeur des terres (agricoles en général) préservées, et non sur le plein potentiel valorisable.
2. )  Dispense totale ou partielle d'impôt sur la succession. À titre d'exemple, aux États-Unis, la Section 2031(c) du code des impôts prévoit de nouvelles incitations fiscales facilitant les successions lorsqu'il s'agit de biens transférés sous réserve d'une servitude de conservation. Si une propriété foncière est dotée d'une servitude environnementale de conservation (« qualified conservation easement »), 40 % supplémentaires de la valeur des terres (soumis à un plafond de 500 000 $) peuvent être exclus des frais de succession à payer par les ayants droit après la mort du propriétaire. Cette déduction s'ajoute à celle décrite dans le paragraphe précédent, attribuable à la servitude elle-même. En octobre 2007, un projet HR 3708 a été présenté au Congrès, qui s'il était adopté supprimerait ou réévaluerait le plafond de dispense de l'impôt à $ 5,000,000.
3. ) Servitude environnementale « Post mortem » : Aux États-Unis toujours ; après la mort du propriétaire d'un patrimoine foncier non protégé, ses héritiers peuvent également bénéficier de tels  avantages (hors déduction fiscale) s'ils s'accordent et choisissent alors de signer une servitude volontaire portant sur leurs parts respectives

## Financements deProgramme de servitudes environnementales agricoles(États-Unis)
En 1974, le comté de Suffolk, dans l'État de New-York a promulgué le premier programme PACE (aussi connu sous l'acronyme PDR pour « purchase of development right », expression signifiant « achat de droits de développement » en traduction littérale).  Le King County de l'État de Washington et le Maryland, le Massachusetts, le Connecticut ont ensuite fait de même. En 2003, un programme PACE fonctionnait dans 23 États des États-Unis, avec 19 programmes couvrant tout un État et 45 qui étaient des programmes plus locaux. Ce programme a pu s'élargir  grâce à des fonds (du FRPP fédéral, FLP, et GRP) appuyant localement les initiatives publiques ou privées d'acquisition de servitudes.

## En France
En France, au début des années 2000 seule la Réserve naturelle volontaire (devenue Réserve naturelle régionale) permettait à un propriétaire de prévoir une protection à moyen et long terme. Cet outil contraignant est toutefois lourd à mettre en œuvre et à financer, et n'est mobilisable que pour des terrains présentant des enjeux patrimoniaux élevés pour des périodes de 5 ans tacitement renouvelables. 

Pour ce qui concerne la trame verte et bleue nationale retenue comme l'une des priorités du Grenelle de l'environnement, et plus particulièrement pour protéger ou restaurer des  espaces de connectivité écologique, une « auto-servitude » du type « conservancy easements », qui aurait pu être « exclusivement ciblée vers les modalités de préservation et de gestion rendant fonctionnel l’espace de connectivité écologique » a fait partie des propositions étudiées par le COMOP (Comité opérationnel) Trame verte et bleue. Le premier projet de loi, faute de temps et de consensus des groupes de travail n'a pas retenue cette idée (mais " Une majorité de membres du COMOP a toutefois estimé "qu’un tel outil constituerait également un outil intéressant (parmi d’autres possibles) de valorisation du service environnemental rendu par les espaces figurant dans la trame verte et bleue, et sans doute au-delà" .
Le COMOP Trame verte et bleue" rappelle aussi que si un tel outil devait se développer en France, il faudrait alors l'articuler avec le statut français du fermage.
Trois hypothèses ont été pré-étudiées par le COMOP (à assortir d'avantages fiscaux, et à expertiser en détail)
1. ) Première hypothèse (modification très limitée du Droit, permettant d'introduire dans les servitudes traditionnelles des clauses de type négatives ou passives ( " ne pas arracher, ne pas détruire, ne pas affouiller, ne pas rendre imperméable, etc.", ceci "pour la protection de certains objets ou espaces".
Le COMOP proposait de modifier l'Article 637 du Code civil sur la notion de servitude, en y ajoutant que la servitude « . peut également être une charge imposée sur un héritage au bénéfice d’une collectivité ou d’un établissement publics ou d’une personne morale de droit privé agréée pour la protection de l’environnement en vue du maintien ou de la conservation d’un espace naturel ou d’éléments de la biodiversité ».
L'article 686 du Code civil  précise actuellement qu'un propriétaire peut établir sur ses propriétés, ou en faveur de ses propriétés, telles servitudes que bon lui semble, pourvu néanmoins que les services établis ne soient imposées ni à la personne, ni en faveur de la personne, mais seulement à un fonds et pour l’usage d’un fonds. Le COMOP proposait d'ajouter à cet article « au bénéfice d’une collectivité ou d’un établissement publics ou d’une personne morale de droit privé agréée pour la protection de l’environnement, en vue du maintien ou de la conservation d’un espace naturel ou d’éléments de la biodiversité ».
2. ) Seconde hypothèse ; dans une approche plus inspirée du droit anglais, les articles 637 et 686 du Code civil seraient de manière à signifier que la servitude environnementale pourrait non seulement viser le maintien ou la conservation du milieu et des espèces, mais au-delà, aussi la gestion et/ou la restauration. Le COMOP proposait de modifier l'article  637 en y précisant qu’une servitude (charge imposée sur un héritage pour l’usage et l’utilité d’un héritage appartenant à un autre propriétaire) pourrait aussi « être une charge imposée sur un héritage au bénéfice d’une collectivité ou d’un établissement publics ou d’une personne morale de droit privé agréée pour la protection de l’environnement en vue du maintien, de la conservation, de la gestion ou de la restauration d’un espace naturel ou d’éléments de la biodiversité ». L’article 686, pourrait quant à lui préciser dans une partie ajoutée (en gras ci-dessous) que : « Il est permis aux propriétaires d’établir sur leurs propriétés, ou en faveur de leurs propriétés, telles servitudes que bon leur semble, pourvu néanmoins  que les services établis ne soient imposées ni à la personne, ni en faveur de la personne, mais seulement à un fonds et pour l’usage d’un fonds ou au bénéfice d’une collectivité ou d’un établissement publics ou d’une personne morale de droit privé agréée pour la protection de l’environnement, en vue du maintien, de la conservation, de la gestion ou de la restauration d’un espace naturel ou d’éléments de la biodiversité et pourvu que ces services n’aient d’ailleurs rien de contraire à l’ordre public ».
3. ) Troisième hypothèse ; elle envisage d'associer au droit existant des servitudes un « droit réel environnemental » au profit des mêmes bénéficiaires, par exemple en insérant dans le code de l’environnement une nouvelle disposition rédigée comme suit : «  Il est permis aux propriétaires de contracter en vue de faire naître à leur charge ainsi qu’à la charge des propriétaires successifs du bien, les obligations réelles que bon leur semble, dès lors que de telles obligations sont acceptées au bénéfice d’une collectivité ou d’un établissement publics ou d’une personne morale de droit privé agréée pour la protection de l’environnement, en vue du maintien, de la conservation, de la gestion ou de la restauration d’un espace naturel ou d’éléments de la biodiversité. Toutefois, le propriétaire qui a consenti sur son fonds un  bail [rural], [commercial] [quelle que soit sa nature], ne peut, à peine de nullité absolue, accepter de telles obligations réelles environnementales qu’avec l’accord préalable et écrit du preneur. L’inexécution de telles obligations réelles par le débiteur se résout, au choix du créancier, en une exécution forcée en nature ou en dommages et intérêts »

Le COMOP ajoute qu'un tel outil :
- « s’inscrirait dans la lignée des discussions qui ont eu lieu entre 2003 et 2005 au sein de l’ex-MEDD » ;
- « s’inscrirait dans la lignée des propositions qui ont été discutées en inter-services lors de la préparation de la LOA (Loi d'orientation agricole)» ;
- « répondrait également à une commande du CIADT de 2004» ;
- « répondrait également à la demande expresse et répétée de la Cour des comptes».

Finalement la loi sur la biodiversité a récemment introduit la possibilité d'instaurer contractuellement des « obligations réelles environnementales » (ORE) permettant à un propriétaire de décider que des mesures favorables à la biodiversité soient mises en place sur son terrain ; mesures qui perdureront en cas de changement de propriétaire, mais uniquement durant la durée du contrat (que le nouveau propriétaire peut éventuellement décider de renouveler). Le premier cas a été signé le 14 mai 2018 par le Conservatoire d'espaces naturels de Savoie et la commune de Yenne, valide pour 30 ans, avec le parrainage de l'Agence française pour la biodiversité
L'article 33 du projet de loi dispose ainsi qu'est inséré, après l’article L. 132-2 du code de l’environnement, un article L. 132-3 ainsi rédigé :

« Art. L. 132-3. – Il est permis aux propriétaires de biens immobiliers de contracter avec une collectivité publique, un établissement public ou une personne morale de droit privé agissant pour la protection de l’environnement en vue de faire naître à leur charge, ainsi qu’à la charge des propriétaires successifs du bien, les obligations réelles que bon leur semble, dès lors que de telles obligations ont pour finalité le maintien, la conservation, la gestion ou la restauration d’éléments de la biodiversité ou de services écosystémiques dans un espace naturel, agricole ou forestier.

« La durée de l’obligation et les possibilités de résiliation doivent figurer dans le contrat conclus entre les parties.

« Le propriétaire ne peut, à peine de nullité absolue, accepter de telles obligations réelles environnementales qu’avec l’accord préalable et écrit du preneur.»
Conformément au III de l’article 72 de la loi no 2016-1087 du 8 août 2016, à partir du 1er janvier 2017, les communes peuvent, sur délibération du conseil municipal, exonérer de la taxe foncière sur les propriétés non bâties, les propriétaires ayant conclu une obligation réelle environnementale. D'une certaine façon, cette disposition de la loi Biodiversité ouvre une modalité de compensation fiscale pour les servitudes environnementales volontaires à la française. La différence réside dans le caractère temporaire de la démarche, alors que dans le droit anglosaxon, il s'agit d'une servitude perpétuelle.